# Anemone richardsonii
Anemonastrum richardsonii або Anemone richardsonii — вид трав'янистих рослин родини жовтецеві (Ranunculaceae), поширений на півночі Північної Америки та Азії. Вид названий на честь шотландського натураліста Джона Річардсона (1787–1865).

## Опис

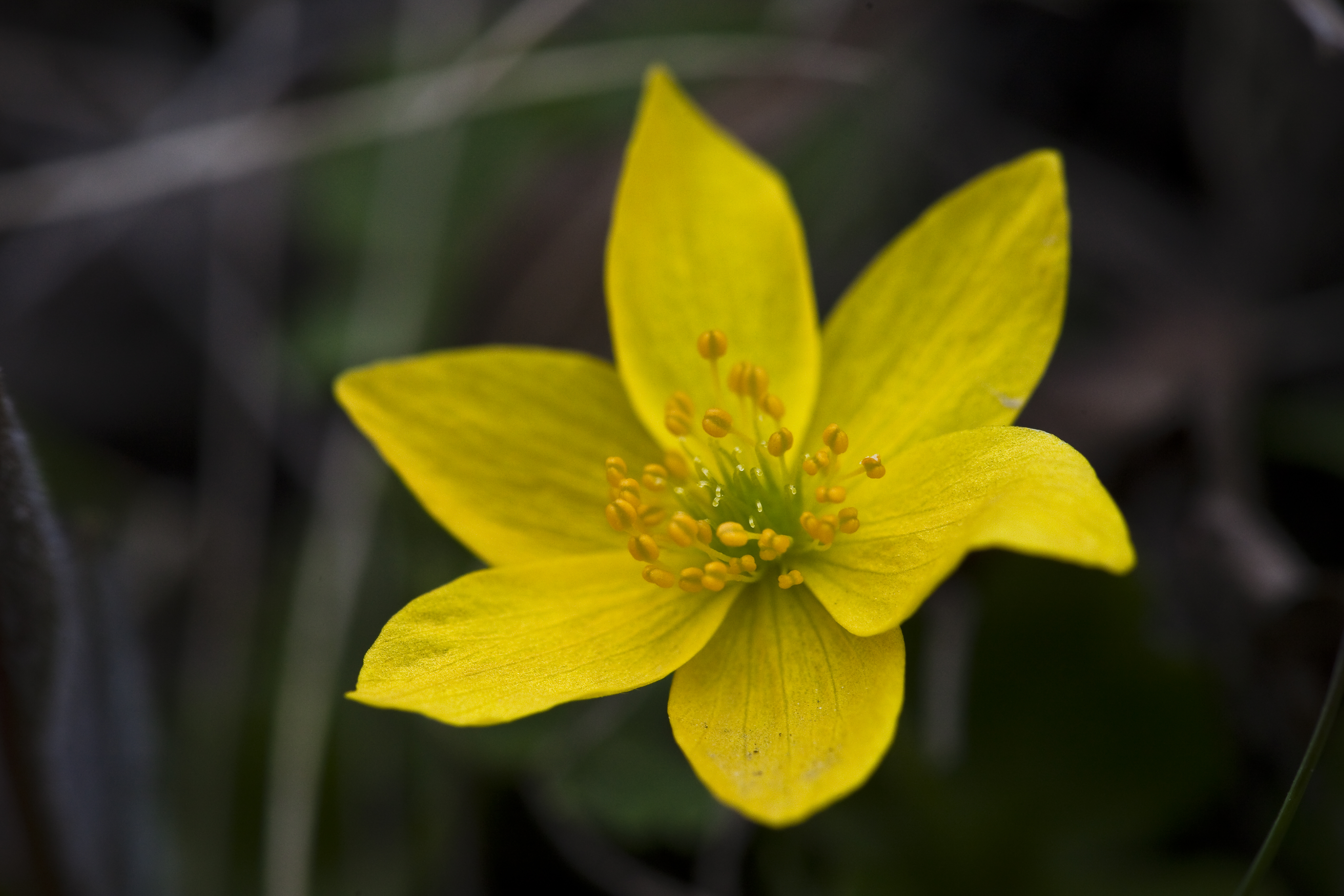

Є горизонтальні кореневища. Надземні пагони 5–30 см. Листя: базальне листя 1, просте, листові пластини (1)1.5–3(4) × 1.5–4 см, поверхні голі або ±ворсисті, вершини від гострих до широко гострих; черешки (0.8)2–8(12) см. 
Суцвіття: 1 квітка з жіночими й чоловічими органами. Квіти: чашолистки (4)6(8) мм, жовті (рідко низ жовтий із синім відтінком та верх жовтий), еліптичні, 8–15 × 4–10 мм, низ ворсистий, верх голий. У квітки немає пелюсток; чашолистки виконують функцію пелюсток. Сім'янки: тіло від яйцеподібного до довгастого 3–4 × ca. 1.5 мм, не крилате, голе; дзьоб укорінений, 4–6 мм, голий. 2n=14(2x).

## Поширення
Північна Америка: зх. Ґренландія, Канада, Аляска — США; Азія: Далекий Схід, Сибір. Населяє зарості, вологі ліси, луки, схили; 20–2200 м.